# Łężyny
Łężyny – wieś w Polsce, położona w województwie podkarpackim, w powiecie jasielskim, w gminie Nowy Żmigród.
| SIMC    | Nazwa   | Rodzaj    |
| ------- | ------- | --------- |
| 0357104 | Budki   | część wsi |
| 0357110 | Okrajki | część wsi |
| 0357127 | Podlas  | część wsi |

W miejscowości znajduje się zabytkowy drewniany kościół św. Mikołaja parafialny z siedzibą parafii, należącej do dekanatu Nowy Żmigród, diecezji rzeszowskiej.
W Łężynach do 31 sierpnia 2019 funkcjonował zespół szkół (Szkoła Podstawowa oraz Gimnazjum im. Bohaterów Armii Krajowej z Plutonu "Ryś"), do którego w 2014 chodziło 184 uczniów.
Po reformie systemu oświaty z 2017 roku pozostała tylko Szkoła Podstawowa.
Od 2003 działa klub sportowy KKS Gaudium Łężyny. Od sezonu 2015/2016 drużyna gra w klasie okręgowej w grupie Krosno.
W latach 1975–1998 miejscowość administracyjnie należała do województwa krośnieńskiego.